# Serzedo (Guimarães)
Serzedo é uma povoação portuguesa do Município de Guimarães que foi sede da extinta Freguesia de Serzedo, freguesia que tinha 2,46 km² de área e 1 202 habitantes (2011), e, por isso, uma densidade populacional de 488,6 hab/km².
De origem romana, o seu nome original terá sido Zersedo, designação lida no primeiro escrito sobre a freguesia, que retrata os mandamentos desta. Cerzedo, Cersifo, Zerzedo, Çerzedo e Çerçedo são nomes já atribuídos à terra que, mais recentemente, foi admitida Serzedo.
A Freguesia de Serzedo foi extinta em 2013, no âmbito de uma reforma administrativa nacional, para, em conjunto com a Freguesia de Calvos, formar uma nova freguesia denominada União das Freguesias de Serzedo e Calvos com a sede em Serzedo.

## População
| População da freguesia de Serzedo (1864 – 2011) | População da freguesia de Serzedo (1864 – 2011) | População da freguesia de Serzedo (1864 – 2011) | População da freguesia de Serzedo (1864 – 2011) | População da freguesia de Serzedo (1864 – 2011) | População da freguesia de Serzedo (1864 – 2011) | População da freguesia de Serzedo (1864 – 2011) | População da freguesia de Serzedo (1864 – 2011) | População da freguesia de Serzedo (1864 – 2011) | População da freguesia de Serzedo (1864 – 2011) | População da freguesia de Serzedo (1864 – 2011) | População da freguesia de Serzedo (1864 – 2011) | População da freguesia de Serzedo (1864 – 2011) | População da freguesia de Serzedo (1864 – 2011) | População da freguesia de Serzedo (1864 – 2011) |
| ----------------------------------------------- | ----------------------------------------------- | ----------------------------------------------- | ----------------------------------------------- | ----------------------------------------------- | ----------------------------------------------- | ----------------------------------------------- | ----------------------------------------------- | ----------------------------------------------- | ----------------------------------------------- | ----------------------------------------------- | ----------------------------------------------- | ----------------------------------------------- | ----------------------------------------------- | ----------------------------------------------- |
| 1864                                            | 1878                                            | 1890                                            | 1900                                            | 1911                                            | 1920                                            | 1930                                            | 1940                                            | 1950                                            | 1960                                            | 1970                                            | 1981                                            | 1991                                            | 2001                                            | 2011                                            |
| 449                                             | 408                                             | 411                                             | 467                                             | 467                                             | 459                                             | 585                                             | 655                                             | 730                                             | 908                                             | 1 087                                           | 1 301                                           | 1 398                                           | 1 480                                           | 1 202                                           |